# 瑞克·格萊姆斯
瑞克·格萊姆斯（Rick Grimes）是漫畫《陰屍路》系列作品中的一個虛構角色，在同名電視影集中由安德魯·林肯飾演。 這個角色由作家羅伯特·柯克曼和藝術家東尼·摩爾共同創造，在2003年的《陰屍路》漫畫第一集中初次登場。作為漫畫和電視影集系列中的主角，格萊姆斯是一個小鎮上的代理警長，某一天從昏迷中醒來後發現自己身處被喪屍佔領的世界中。系列作品內容著重在格萊姆斯試圖保護妻子蘿莉（Lori）和兒子卡爾（Carl）的過程，以及他「實際上」在一群末日後生還者團隊中的領導角色。在漫畫系列中，格萊姆斯是目前存活最久的角色。
瑞克·格萊姆斯的角色被描寫為一個看重道德標準和價值的平凡人安德魯·林肯在2010年4月在電視影集版本中獲得了演出此角色的機會，原作者之一的柯克曼認為林肯是一個「驚艷的發現」。在準備角色的過程中，林肯從電影《日正當中》的賈利·古柏和影集《絕命毒師》中尋找啓發與靈感。起初瑞克·格萊姆斯在電視影集中同時獲得正反兩面的評價，一些評論家指出林肯的演出並不連貫，並過份誇飾了美國南方口音。隨著影集的進展，評論家對於格萊姆斯的角色和林肯的演出逐漸轉為正面的評價。

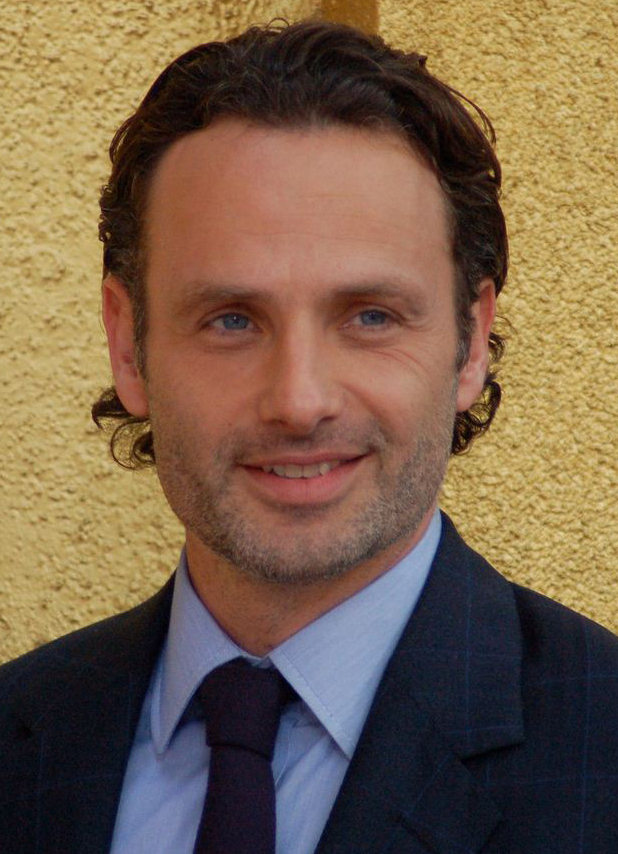
出演瑞克·格莱姆斯的安德鲁·林肯。

## 角色

### 電視影集
瑞克與夏恩自高中起便是最好的朋友，兩人都在喬治亞州金郡擔任副警長的職務。瑞克在一場與逃犯的槍戰裡中彈受傷，在疫情開始蔓延時陷入昏迷。在醫院單獨一人醒來後，瑞克被杜安（Duane）誤認為是喪屍而用鏟子擊昏。杜安的父親摩根（Morgan）將瑞克帶回家照顧，並向他解釋了喪屍蔓延的情形。之後瑞克決定出發尋找他的妻子蘿莉（Lori）和年幼的兒子卡爾（Carl），沿途中他發現了世界變成了完全不同的樣子。他在途中遇到了一群生還者，他們帶著瑞克來到蘿莉和卡爾所在的營地，在那裡瑞克與夏恩重逢。一群人在營地中待了數天，在這段期間內瑞克的領導能力逐漸顯露出來，並超越了之前曾為團體領導者的夏恩。瑞克對於自己的責任感到掙扎，但不論之前世界上的規則是什麼，瑞克同時也試著在保持公平和他認為對的事情之間做出平衡的選擇。瑞克也發現自己在許多作出決定的過程中與夏恩起了正面衝突。在營地變得不安全並造成多人死亡後，瑞克一行人決定離開營地前往中央疾病管制局（CDC），希望能找到一切的解藥。但不幸的是他們在那裡並沒有找到任何答案，但疾管局中僅存的一名員工在瑞克的耳邊說了一段悄悄話。

## 資料來源
1. ↑  . AMCtv.com.   [March 29, 2012]. （原始内容存档于2012-03-25）. a small-town sheriff's deputy
2. ↑  .   [24 October 2012]. （原始内容存档于2012-03-25）. |journal=被忽略 (帮助)
3. ↑  Ryan McKee. .   [23 October 2012]. （原始内容存档于2016-03-03）. |journal=被忽略 (帮助)
4. ↑  Scott Tipton. . 2010-11-10  [24 October 2012]. （原始内容存档于2013-10-15）.